# Sándor György (zongoraművész)
Sándor György (Budapest, Terézváros, 1912. szeptember 21. – New York, 2005. december 14.) 1939-től az Egyesült Államokban élt magyar származású zongoraművész. Sándor György Bartók tanítványa volt, majd egykori tanára támasza Bartók utolsó New York-i éveiben. Bartók utolsó befejezett művét, a 3. zongoraversenyt Bartók halála után Sándor György mutatta be Ormándy Jenő vezényletével Philadelphiában. Világhírű művészekkel, rendkívüli technikai tudásával még egészen magas életkorban, a kilencvenes éveiben is világszerte koncertezett.

## Művészi pályája

### Tanulmányai
Budapesten született Sándor Ignác (1869–1948) kereskedő és Czipszer Janka (1880–1929) fiaként. A Zeneakadémia zongora szakán Székely Arnold és Bartók Béla növendéke, zeneszerzés tanára Kodály Zoltán volt. Első nyilvános hangversenyét tizennyolc éves korában, 1930-ban adta. Zeneakadémián megszerzett diplomája után (1935) elindult külföldi szólókarrierje.

### Nemzetközi karrier
Angliai bemutatkozó koncertjét a londoni Wigmore Hallban 1937-ben adta, New Yorkban 1939-ben lépett fel először a Carnegie Hallban, majd az Egyesült Államokban telepedett le. Ettől kezdődően az USA-ban rendszeresen koncertezett. 1943 és 1944-ben a második világháború alatt az amerikai hadseregben híradósként és hírszerzőként szolgált, de már 1944 novemberétől újból koncertet adott New Yorkban.
1939-ben Dél-Amerikában, 1950-ben Ausztráliában turnézott, az 1960-as évektől már újból koncertezett Magyarországon, 1969-ben a Távol-Keleten is.
Számos átiratot adott közre, köztük a rendkívüli nehézségű 1950-ben kiadott Dukas A bűvészinas zongoraátiratát.
Bár New York-i bemutatkozó koncertje programján Bach, Schumann, Brahms műveit játszotta, leginkább Bartók és Prokofjev interpretációiról ismert. Kodály és Prokofjev összes zongora művét lemezre vette és repertoáron tartotta. Bartók interpretációit a technikai kidolgozottság és az előadói értelmezésen túl a szerzőtől első kézből kapott instrukciók tették kiemelkedővé.

### Bartókhoz fűződő kapcsolata
Egykori tanárának támasza volt Bartók utolsó, New York-i éveiben, egyike annak a tíz embernek aki 1945-ben jelen volt Bartók temetésén.
Sándor György mutatta be Bartók utolsó befejezett művét, a 3. zongoraversenyt Bartók halála után 1946. február 8-án Philadelphiában Ormándy Jenő vezényelte Philadelphiai Szimfonikus Zenekar közreműködésével. A koncertet megismételték 1946. február 26-án a Carnegie Hallban is, ahol a műsoron Bartók 3. zongoraversenyén kívül Bartók Concerto-ja is elhangzott. Egy hónappal később az ő nevéhez fűződött Bartók: Táncszvitje zongoraváltozatának első nyilvános előadása a New York-i Carnegie Hallban, majd 1946 áprilisában a Columbia Masterworks égisze alatt Bartók 3. zongora versenyét lemezre is vették.
A még ismeretlennek és szinte játszhatatlannak számító Bartók zongora műveket Földes Andorral együtt a rendszeres koncert programok részévé tette.
Bartók eredetileg hegedűre írt Szólószonátájának Sándor György által készített zongora átiratát először 1975-ben New Yorkban adta elő, kottáját később, 1977-ben adták ki.
1985-ben Sándor György mutatta be Bartók Concertojának Bartók saját maga által 1944 januárjában készített addig kiadatlan zongora átiratát.

### Pedagógus
Több amerikai egyetemen tanított, a Southern Methodist University (1956–1961), (Dallas), majd 1961 és 1981 között a Michigani Egyetem tanára, ezt követően 1982-től a világszintű művészeti akadémia a Juilliard School (New York) professzora.
Emellett mesterkurzusokat tartott a Párizsi Konzervatóriumban, a Jerusalem Music Centerben, az olaszországi Assisi Fesztiválon és a salzburgi Mozarteumban. Az 1970-től Magyarországon adott koncertjei mellett a nemzetközi Bartók Szeminárium vendégprofesszora is volt.
Neves tanítványai: Hélène Grimaud, Aleksandra Romanić, Christina Kiss, Barbara Nissman, Ian Pace, Ljuba Moiz, Jungwon Jin és a zeneszerző Ezequiel Viñao valamint Donald Bohlen.

## Lemezei
Bartók összes zongorára írt művének 1963-ban elkészült lemezfelvételéért 1965-ben elnyerte a Francia Akadémia (L'Académie Charles-Cros) által adományozott Grand Prix du Disque díjat.
Lemezfelvételeit a legjelentősebb karmesterekkel és zenekarokkal közösen készítette, közülük csak a legnagyobbakat sorolva: Reiner Frigyes, Arturo Toscanini, Wilhelm Furtwängler, Daniel Barenboim, Sir John Barbirolli, Ormándy Jenő, Claudio Abbado, Herbert von Karajan, Zubin Mehta, Leonard Bernstein, Bernard Haitink, a világhírű szólisták  sora, akikkel lemezein szerepel is rendkívül hosszú, közülük csak néhányat említve: Vladimir Horowitz, Maurizio Pollini, Vladimir Ashkenazy.

## Könyvei
- On Piano Playing:  Motion, Sound and Expression Boston (1995) MA: Schirmer ISBN 978-0028722801

## Fordítás
- Ez a szócikk részben vagy egészben  a   György Sándor  című angol Wikipédia-szócikk ezen változatának fordításán alapul.  Az eredeti cikk szerkesztőit annak laptörténete sorolja fel. Ez a jelzés csupán a megfogalmazás eredetét és a szerzői jogokat jelzi, nem szolgál a cikkben szereplő információk forrásmegjelöléseként.